# 鬼ヶ島竜
鬼ヶ島 竜（おにがしま りゅう、1988年2月8日 - ）は、日本の男性プロボクサー。本名は濱崎 隆司（はまさき りゅうじ）。香川県高松市女木島出身。高松市立城内中学校卒業。香川県立高松工芸高等学校卒業。三迫ボクシングジムに所属。

## 経歴・人物
高松工芸高校入学後にボクシングを始め、インターハイに出場。高校卒業後に上京し、プロデビューした。故郷の女木島は、鬼が住んでいたという伝説が残る洞窟などがあり、通称「鬼ヶ島」と呼ばれている。この故郷を有名にしたいとの思いから、リングネームを鬼ヶ島竜とした。2008年に香川県出身者として初めて全日本新人王のタイトルを獲得した。

## 戦歴
- 2005年、インターハイに出場。
- 2006年9月11日、プロデビュー。
- 2008年11月2日、嶋津建人（野口）と対戦。4RTKO勝ちを収め、東日本新人王と技能賞を獲得。
- 2008年12月21日、立松誠（畑中）と対戦。判定で勝利し、全日本新人王を獲得。
- 2009年4月24日、原島暁（館林）と対戦。8RTKOで勝利。